# Philippe Ravoet
Philippe Ravoet, né à Louvain (Belgique) le 25 mai 1961, est un monteur belge pour le cinéma.

## Biographie
Philippe Ravoet est diplômé en 1982 du HRITCS, département image-son-montage.

## Filmographie partielle
- 1994 : Just Friends
- 1998 : Louise et les Marchés de Marc Rivière (téléfilm en deux parties)
- 2000 : Le roi danse
- 2001 : Pauline et Paulette
- 2003 : La Mémoire du tueur
- 2005 : Entre ses mains
- 2005 : Le Regard (النظرة) de Nour-Eddine Lakhmari
- 2007 : Ben X
- 2008 : Loft
- 2009 : Dossier K.
- 2011 : Hasta la vista
- 2012 : À tout jamais (Tot altijd)
- 2013 : Le Verdict
- 2013 : Marina
- 2013 : Belle du Seigneur de Glenio Bonder
- 2014 : Le Traitement
- 2014 : Marbie, star de Couillu-les-Deux-Églises
- 2014 : Ouragan, l'odyssée d'un vent
- 2014 : Plan Bart
- 2015 : La vie est belge (Brabançonne)
- 2016 : Menace sur la Maison Blanche (De Premier)
- 2017 : Double face (Het tweede gelaat) de Jan Verheyen
- 2018 : Ne tirez pas (Niet schieten) de Stijn Coninx

## Distinctions
- 2012 : Ensor du meilleur montage pour À tout jamais (Tot altijd)
- 2014 : Ensor du meilleur montage pour Le Verdict (Het vonnis)